# ファット・アクトレス
『ファット・アクトレス』（Fat Actress）は、アメリカ合衆国のショウタイムで2005年に放送された、全7回のリアリティ番組である。カースティ・アレイ主演。日本では2006年にFOXライフで放送された。

## キャスト
- カースティ・アレイ
- ブライアン・カレン
- レイチェル・ハリス
- ケリー・プレストン

## エピソード
1. Big Butts
2. Charlie's Angels
3. Holy Lesbo, Batman
4. The Koi Effect
5. Crack for Good
6. Cry Baby McGuire
7. Hold This